# OTONOVA
OTONOVAとは、アーティストが勝ち抜きライブイベントを行い、最終的に全国チャンピオンを決定するイベントである。
ベネフィット・ワン とソナーユー が共同主催で開催している。
「アーティストの最高なパフォーマンスをより多くの人に「知ってもらえる」「観てもらえる」「聴いてもらえる」をコンセプトに、全イベントを生配信し配信shopにてエントリーアーティストの楽曲を配信する事で“どれだけ多くのファンを作れるか”と日々アーティストの取り組む活動に対してオーディエンスの“新しいミュージックライフ”を提供しサポートする」ものとして立ち上げられた。

大会は、地域ごとのライブハウスで開催され、各イベント毎に1～2組が勝ち上がる形で行われる。また、各会場のライブはFlesh liveでネット配信される。
勝敗はオーディエンス（ライブハウスの来場者、もしくはネット配信閲覧者）の投票により順位が決められる。投票ポイントは、ライブ会場の来場者に与えられるポイントと、インターネット上で購入できる課金ポイントがあり、それらがインターネット上で投票され、ポイントが多いアーティストが勝者となる。

## OTONOVA2018
全国120のライブハウス、約1700組のアーティストが参加。
北海道･東北、関東A･北陸A･北信越、関東B、関東C、東海、関西A･北陸B、関西B･中国A･四国、九州･中国Bのブロック毎に2018年1月より半年にわたって予選が行われ、全国のべ4万人のオーディエンスの投票によって選ばれた9組のアーティストにより、6月2日にグランプリファイナル（会場：EX THEATER ROPPONGI）が行われた。
| 受賞名                     | アーティスト名                     |
| -------------------------- | ---------------------------------- |
| グランプリ                 | mëme（九州･中国B 代表）            |
| 準グランプリ               | BlueHairs（関東C 代表）            |
| OTONOVA特別賞              | A Sky of Magnolia（関東B 代表）    |
| DJ Nobby賞                 | A Sky of Magnolia                  |
| 松隈ケンタ賞               | chouchou（関西B･中国A･四国 代表）  |
| Voicy賞                    | C-Style（関東A･北陸A･北信越 代表） |
| Fresh!賞                   | C-Style                            |
| ユニバーサルミュージック賞 | ＩＴＩ（関西A･北陸B 代表）         |

※エイベックス・エンタテインメント賞、YUI ENTERTAINMENT賞は該当無し。

| エリア             | アーティスト名    |
| ------------------ | ----------------- |
| 北海道･東北        | Judgement         |
| 関東A･北陸A･北信越 | C-Style           |
| 関東B              | A Sky of Magnolia |
| 関東C              | BlueHairs         |
| 東海               | YU-8              |
| 関西A･北陸B        | ＩＴＩ            |
| 関西B･中国A･四国   | chouchou          |
| 九州･中国B         | mëme              |
| 敗者復活枠         | LOUDER            |

| アーティスト名 | 備考                                 |
| -------------- | ------------------------------------ |
| mëme           | 九州･中国Bのアーティストとしても参戦 |

## Mudia2019
イベント名はMudiaと改名。
| アーティスト名 | 備考                                          |
| -------------- | --------------------------------------------- |
| C-Style        | OTONOVA2019アンバサダー選手権グランプリ優勝者 |